# Prerogativ
Prerogativ är en förmån eller företrädesrätt baserad på en persons rang och ämbete. Monarkens prerogativ kallas regale.
Ordet kommer av latinets prærogativa, rätt att rösta först.